# Aleksander Javornik
Aleksander Javornik, slovenski novinar, * 30. maj 1922, Ljubljana, † 9. januar 1974, Ljubljana.
Javornik je študiral pravo in leta 1950 ob delu diplomiral na ljubljanski Pravni fakulteti. Že kot študent se je priključil naprednemu gibanju in od 1941 sodeloval v NOB kot aktivist OF. Spomladi 1942 se je pridružil partizanom. Leta 1944 je postal partizanski novinar. Po osvoboditvi je delal pri Slovenskem poročevalcu in postal pri tem časopisu prvi urednik notranjepolitične in gospodarske rubrike. Tu in pozneje pri Delu je s poglobljenim analitičnim in kritičnim pisanjem o perečih družbenih in gospodarskih dogajanjih tako v Sloveniji kot Jugoslaviji postal eden najuglednejših časopisnih komentatorjev tistega časa. Leta 1972 je za novinarsko delo prejel nagrado Tomšičevega sklada.